# Småsmalbi
Småsmalbi (Lasioglossum minutissimum) är en biart som först beskrevs av Kirby 1802. Den ingår i släktet smalbin och familjen vägbin. Inga underarter finns listade i Catalogue of Life.

## Beskrivning
Ett smalt, glänsande svart bi med svagt upphöjd panna och clypeus (munsköld). Antennerna är mörka, hos hanen med gul undersida; även honan kan ha svagt gula delar på undersidan. Hanen har gul spets på clypeus, samt gulaktig överläpp och käkar. Några tydliga, ljusa hårfläckar på bakkroppen saknas, något som annars är vanligt hos arterna i släktet. Arten är helt liten, släktets minsta art; honan blir omkring 4 till 5 mm lång, hanen 4 mm.

## Ekologi
Arten lever gärna på sandig mark som sand- och grustäkter, flodbankar, klippterräng, kustdyner och halvöknar. Mera sällan kan den förekomma på gräsmarker på kalkgrund. Honan flyger från mitten av mars till oktober, hanen från mitten av juni till september. Arten är polylektisk, den besöker blommande växter från många olika familjer, som korgblommiga växter, rosväxter, ärtväxter, flockblommiga växter, ranunkelväxter, törelväxter, nejlikväxter, flenörtsväxter och viveväxter.
Arten är solitär, honan svarar själv för bobyggnad och vården av avkomman. Boet, som grävs ut i sandig jord, består av en vertikal gång med två till åtta larvceller i sidogångar. Larvcellerna fylls med pollen och rymmer ett ägg vardera. Honan gräver troligen ut flera mindre bon. Dessa kan parasiteras av dvärgblodbi, som lägger ägg i larvcellerna. Den resulterade larven lever av den insamlade näringen efter att blodbihonan förstört värdägget eller dödat värdlarven.
De vuxna bina kan även parasiteras av stekelvridvingar.

## Utbredning
Utbredningsområdet omfattar västra palearktis från Azorerna i väster, över Kanarieöarna, Sicilien och England till Turkiet och Israel i sydöst, samt från Sahara i söder till södra Sverige (upp till 58° N) i norr.
I Sverige finns arten i Skåne, södra Halland och Blekinge samt sparsamt i östra Småland och Öland.
Arten saknas helt i Finland.

## Status
Både globalt och i Sverige är arten klassificerad som livskraftig.